# Where Do Broken Hearts Go
Where Do Broken Hearts Go è il quarto singolo di Whitney Houston's ad essere estratto dal suo secondo album Whitney. Il brano è stato scritto da Frank Wildhorn e Chuck Jackson. Il singolo è stato il settimo numero uno consecutivo della cantante nella Billboard Hot 100, stabilendo il record ancora rimasto imbattuto. Del brano ne è stata registrata anche una cover dai Me First and the Gimme Gimmes per il loro album del 2003 Take a Break.

## Tracce
1. Where Do Broken Hearts Go – 4:29
2. Where You Are – 4:10

## Classifiche
| Chart (1988)                                    | Position |
| ----------------------------------------------- | -------- |
| U.S. Billboard Hot 100                          | 1        |
| U.S. Billboard Hot 100 Singles Sales            | 1        |
| U.S. Billboard Hot 100 Airplay                  | 1        |
| U.S. Billboard Hot R&B/Hip-Hop Singles & Tracks | 2        |
| U.S. Billboard Adult Contemporary               | 1        |
| UK Singles Chart                                | 14       |
| Italy Singles Chart                             | 24       |
| Australian Singles Chart                        | 48       |